# Mercedes-Benz W11
Mercedes-Benz Stuttgart 260 är en personbil, tillverkad av den tyska biltillverkaren Mercedes-Benz mellan 1929 och 1934.
Från januari 1929 kunde Stuttgart-modellen levereras med en större 2,6-litersmotor. Den mindre 200-modellen fortsatte att tillverkas parallellt med 260:n. Från 1933 såldes 260:n även med längre hjulbas för sexsitsiga karosser. 
Den lätt lastbilen W37 L 1000 ersatte från 1929 den mindre  L ¾. Lastbilen tillverkades till 1936.
Motor
| Modell | Motor                  | Cylindervolym | Effekt | Bränslesystem   |
| ------ | ---------------------- | ------------- | ------ | --------------- |
| 260    | M11: 6-cyl radmotor sv | 2581 cm³      | 50 hk  | Enkel förgasare |

Tillverkning
| Modell | Antal |
| ------ | ----- |
| 260    | 6 807 |

## Bilder

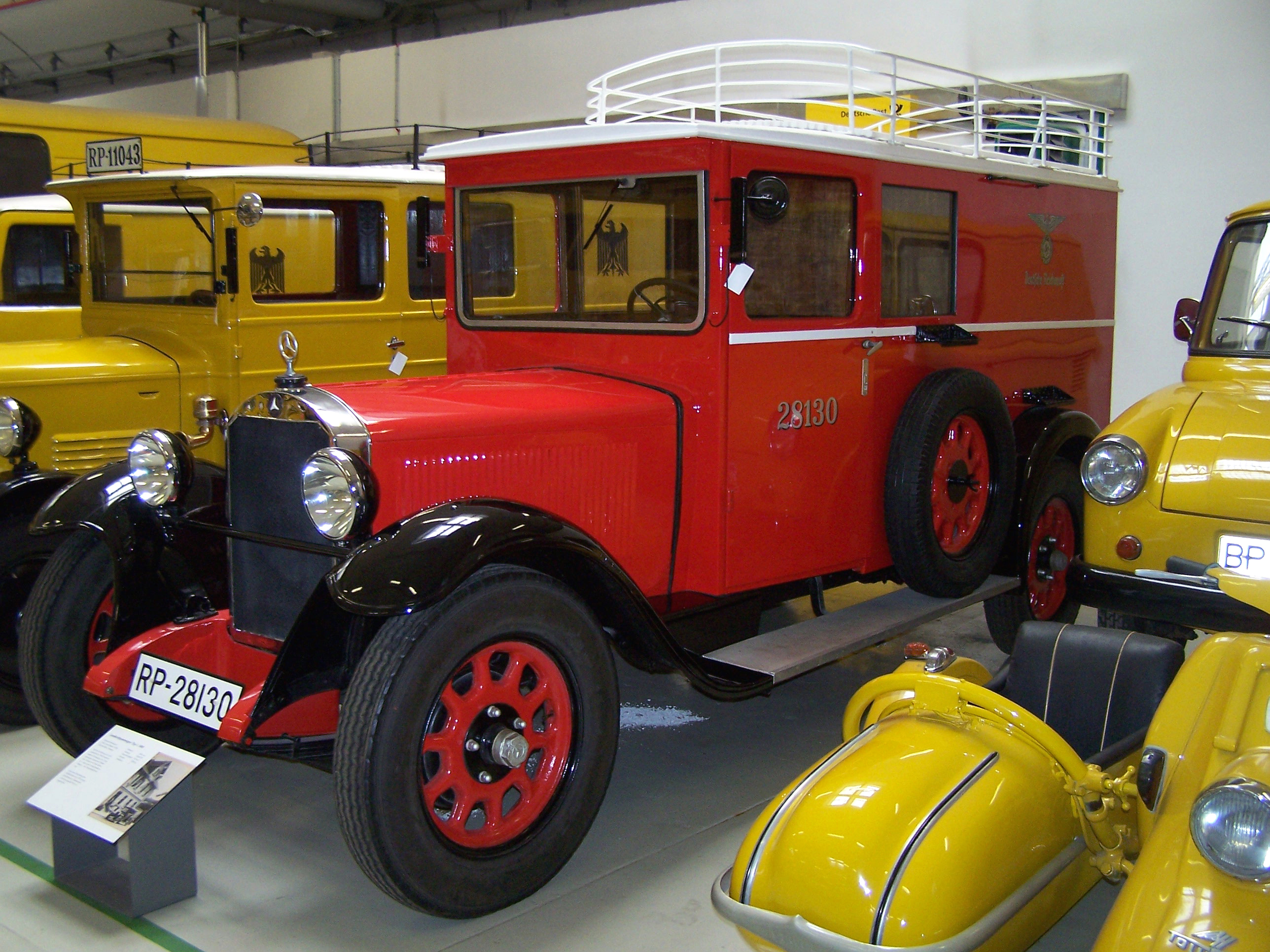
Mercedes-Benz L 1000